# Gymnoleon externus
Gymnoleon externus is een insect uit de familie van de mierenleeuwen (Myrmeleontidae), die tot de orde netvleugeligen (Neuroptera) behoort. 
Gymnoleon externus is voor het eerst wetenschappelijk beschreven door Navás in 1911.